# Coppa di Germania dell'Ovest di pallavolo femminile
La Coppa di Germania dell'Ovest di pallavolo femminile era un trofeo nazionale tedesco dell'ovest, organizzato dalla Federazione pallavolistica della Germania dell'Ovest.

## Storia
La Coppa di Germania dell'Ovest è stata istituita nel 1973 ed abolita nel 1990 a seguito della caduta del muro di Berlino e l'unione della Germania Est con la Germania Ovest: la prima squadra vincitrice è stata l'USC Münster, che detiene il maggior numero di titoli vinti. L'ultima squadra vincitrice è stata la CJD Feuerbach.

## Albo d'oro
| Edizione         | Edizione          | Podio             | Podio     | Podio     |
| Anno             | Sede della finale | Campione          | Risultato | Finalista |
| ---------------- | ----------------- | ----------------- | --------- | --------- |
| 1972-73 Dettagli | -                 | Münster           | -         | -         |
| 1973-74 Dettagli | -                 | Münster           | -         | -         |
| 1974-75 Dettagli | -                 | Münster           | -         | -         |
| 1975-76 Dettagli | -                 | Münster           | -         | -         |
| 1976-77 Dettagli | -                 | Schwerte          | -         | -         |
| 1977-78 Dettagli | -                 | Schwerte          | -         | -         |
| 1978-79 Dettagli | -                 | Münster           | -         | -         |
| 1979-80 Dettagli | -                 | Schwerte          | -         | -         |
| 1980-81 Dettagli | -                 | Rüsselsheim       | -         | -         |
| 1981-82 Dettagli | -                 | Lohhof            | -         | -         |
| 1982-83 Dettagli | -                 | Lohhof            | -         | -         |
| 1983-84 Dettagli | -                 | Lohhof            | -         | -         |
| 1984-85 Dettagli | -                 | Viktoria Augsburg | -         | -         |
| 1985-86 Dettagli | -                 | Lohhof            | -         | -         |
| 1986-87 Dettagli | -                 | CJD Feuerbach     | -         | -         |
| 1987-88 Dettagli | -                 | CJD Feuerbach     | -         | -         |
| 1988-89 Dettagli | -                 | CJD Feuerbach     | -         | -         |
| 1989-90 Dettagli | -                 | CJD Feuerbach     | -         | -         |